# The Rolling House
The Rolling House je plastika v Dejvicích, která vznikla na námět kresby architekta Johna Hejduka z roku 1989. Vytvořili ji v roce 2019 studenti Ústavu navrhování II fakulty architektury ČVUT v rámci Letní školy stavění na téma minimální mobilní stavba, pod vedením docentky Hany Seho. Plastika byla dedikována architektce Aleně Šrámkové k jejím devadesátinám.